# جيري ماهر
جيري ماهر (بالإنجليزية: Jerry Maher)‏ إعلامي وسياسي لبناني  مقيم في الاتحاد الاوروبي وهو المؤسس والرئيس التنفيذي لإذاعة صوت بيروت الدولية 

## الحياة المهنية
جيري ماهر ولد في مدينة بيروت عام 1986 هو المؤسس والرئيس التنفيذي لإذاعة صوت بيروت الدولية، والتي تبث عبر الإنترنت من مواقع مختلفة في جميع أنحاء العالم، يعتبر جيري مهتما بالسياسة ، وخاصة التحول صوب الديمقراطية في العالم العربي وذلك بحسب تقارير ومعلومات يتم تناقلها عنه في وسائل الإعلام المختلفة، يتميز جيري ماهر بعلاقات قوية مع صناع القرار في دول الخليج العربي وأوروبا ويعتقد أنه مقرب من بعض أجهزة الأمن والمخابرات الدولية، استطاع نشر الاف التغريدات  عن قضايا ومعلومات أمنية ساهمت في حصار إيران ونفوذها في كل من الكويت والسعودية والبحرين ما أسفر عنه ترحيل واعتقال عشرات المنتمين إلى حزب الله اللبناني 

## وصلات خارجية
- الموقع الشخصي